# Dear Lonely Girl
Singles de Miliyah Katō
Beautiful
(2004) Jounetsu
(2005)
Dear Lonely Girl est le 3esingle de Miliyah Katō sorti sous le label Mastersix Foundation le 24 mars 2005 au Japon. Il atteint la 15e place du classement de l'Oricon. Il se vend à 8 945 exemplaires la première semaine, et reste classé pendant 13 semaines, pour un total de 49 663 exemplaires vendus. C'est le single le plus vendu de Miliyah Katō à ce jour.
Dear Lonely Girl a été utilisé comme thème musical pour le film du même nom, dans lequel Kato apparaît comme DJ; Dreaming under the moon est une chanson que Kato a écrit quand elle avait 13 ans, elle a été utilisée comme musique de générique de fin de TV Tokyo pendant le mois de mars 2005. Dear Lonely Girl se trouve sur l'album Rose et sur la compilation Best Destiny.

## Liste des titres
| 1. | Dear Lonely Girl (ディア・ロンリーガール)                         | Miliyah Katō, Takashi Matsumoto | Miliyah Katō, Kyohei Tsutumi | Shingo.S  | 3:29 |
| 2. | Dreaming under the moon                                           | Miliyah Katō                    | Miliyah Katō                 | Maestro-T | 4:59 |
| 3. | Ooh...Baby                                                        | Miliyah Katō                    | Miliyah Katō                 | Shingo.S  | 3:34 |
| 4. | Dear Lonely Girl (ディア・ロンリーガール) (musique instrumentale) | Miliyah Katō, Takashi Matsumoto | Miliyah Katō, Kyohei Tsutumi | Shingo.S  | 3:28 |